# Maria Teresa Fort i Playà
Maria Teresa Fort i Playà   (Barcelona, 16 d'abril de 1931 - Vilanova i la Geltrú, 25 de desembre de 2018) fou una mestra i psicòloga catalana compromesa amb la renovació pedagògica a Catalunya i l'educació de les persones de sectors socials desafavorits.
Nascuda al barceloní barri del Clot en el sí d'una família d'origen pagès, estudià durant els primers anys de postguerra i ben aviat va veure que la docència era el seu futur. Entre 1944 i 1949 va estudiar a l'Escola Normal de Barcelona i amb 18 anys aconseguí el títol de professora.
El 1949 començà a exercir a l'escola rural de la Nou de Berguedà, on s'hi va estar sis anys. El 1955 passà a exercir a l'escola Laietània de Barcelona i el 1956 entrà en contacte amb les escoles renovadores, formant part de l'equip fundador de l'escola Talitha, juntament amb Maria Teresa Codina. Aquesta escola va impulsar la renovació pedagògica de Catalunya i va marcar una manera d'educar vinculada a l'entorn i al país.
De profunda fe catòlica es va apropar a l'escoltisme, on acabaria sent comissària itinerant de Minyons Escoltes i Guies de Catalunya als anys 70 i liderà la iniciativa de la branca Solc a l'entitat.
A finals dels anys 50 s'apropà als discapacitats intel·lectuals i als joves que sortien de la presó. El 1959 s'integra al Centre de Pedagogia Terapèutica de Terrassa impulsat per Josep Maria Jarque. Allà s'adonà que per aprofundir en la pedagogia com a teràpia necessitarà estudiar psicologia, cosa que comença a fer a la Universitat Autònoma. A la Universitat va tenir com a professor un cunyat de Xesco Boix, de qui en seria terapeuta.
No va ser aliena a l'Escola de Mestres Rosa Sensat, que va iniciar Marta Mata el 1965. Va ser allà on Magí Aranda li proposa anar a Vilanova i la Geltrú per dirigir l'Escola Sant Miquel, que acollia nens i nenes amb necessitats educatives greus i permanents. Amb tot, finalment es va decidir que no fos ella la directora perquè no estaven d'acord amb la seva línia de treball. Tot i aquest contratemps va decidir quedar-s'hi a treballar, sempre amb els discapacitats profunds i utilitzant els jocs com a eina educativa. L'escola Sant Miquel es va anar fent petita i el 1983 es va inaugurar l'Escola Margalló, un centre pilot a la comarca del Garraf per la implantació dels criteris sobre educació especial aprovats pel Departament d'Educació de la Generalitat. El 1990 abandonà l'escola Margalló i es traslladà a treballar a la Fundació Ave Maria de Sitges, on s'hi va estar fins a la jubilació, el 1996.
Morí a Vilanova i la Geltrú el 25 de desembre de 2018.